# Steeple Bumpstead
Steeple Bumpstead – wieś w Anglii, w hrabstwie Essex, w dystrykcie Braintree. Leży 35 km na północ od miasta Chelmsford i 72 km na północny wschód od Londynu.